# Pam Grier

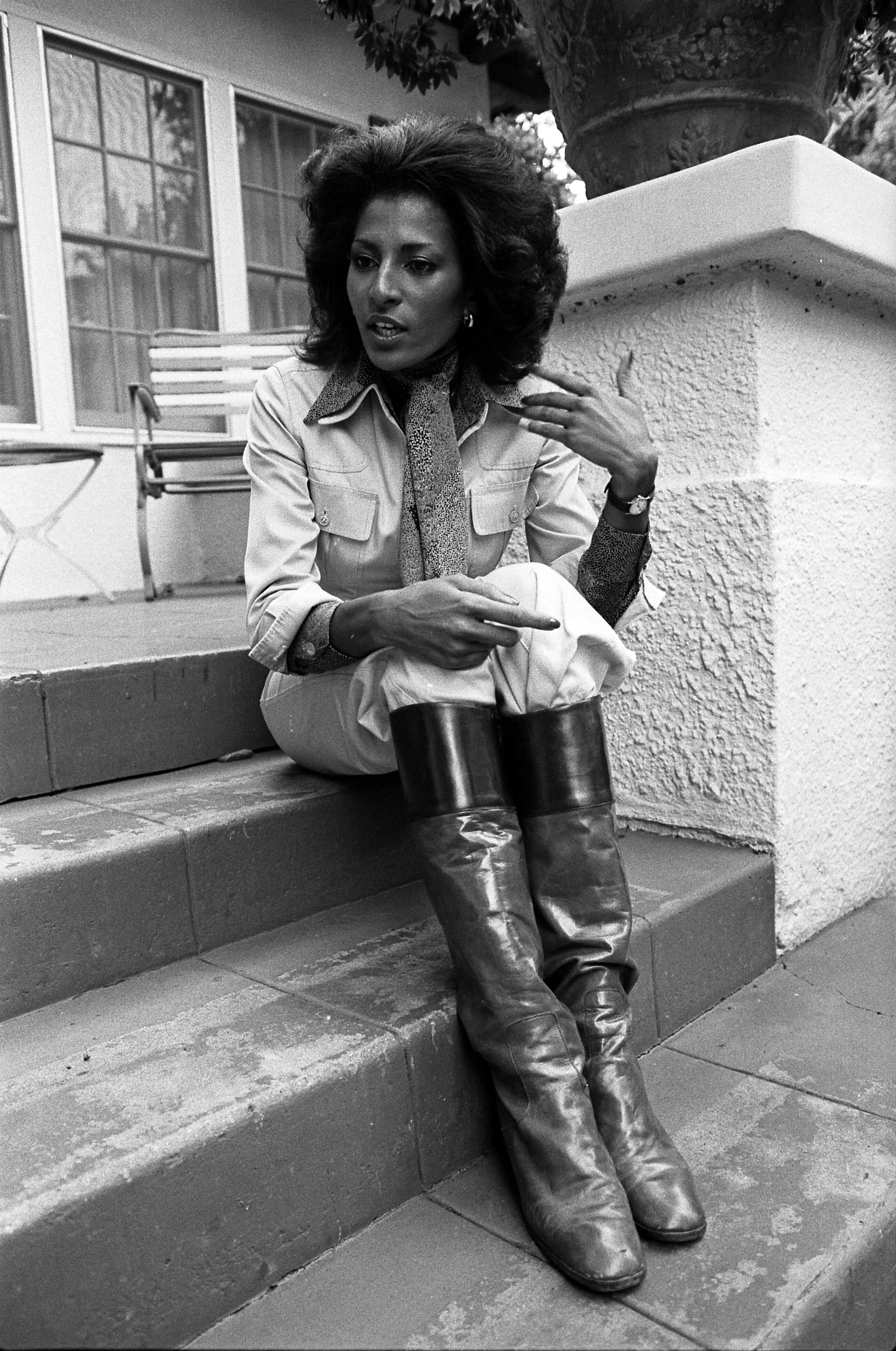
Pam Grier (1976)

Pam Grier, właśc. Pamela Suzette Grier (ur. 26 maja 1949 w Winston-Salem) – amerykańska aktorka filmowa.
W latach 70. XX wieku zyskała pewną popularność grając w amerykańskich filmach klasy B, rozgrywających się w środowiskach czarnoskórych i zajmujących się często tematyką przestępczą (blaxploitation). Jej dwa najbardziej znane filmy to Foxy Brown (1974) i Jackie Brown (1997) w reżyserii Quentina Tarantino. Za tytułową rolę w tym drugim, została nominowana w 1998 do Złotego Globu.

## Filmografia
Źródło:
| Rok       | Tytuł                                          | Rola                      | Uwagi |
| --------- | ---------------------------------------------- | ------------------------- | --- |
| 1970      | Beyond the Valley of the Dolls                 | Partygoer                 | |
| 1971      | Women in Cages                                 | Alabama                   | |
| 1971      | The Big Doll House                             | Grear                     | |
| 1972      | Hit Man                                        | Gozelda                   | |
| 1972      | Black Mama, White Mama                         | Lee Daniels               | |
| 1972      | The Big Bird Cage                              | Blossom                   | |
| 1972      | Cool Breeze                                    | Mona                      | |
| 1973      | The Arena                                      | Mamawi                    | |
| 1973      | Scream Blacula Scream                          | Lisa                      | |
| 1973      | Coffy                                          | Coffy                     | |
| 1973      | The Twilight People                            | Ayesa, the Panther Woman  | |
| 1974      | Foxy Brown                                     | Foxy Brown                | |
| 1975      | Friday Foster                                  | Friday Foster             | |
| 1975      | Bucktown                                       | Aretha                    | |
| 1975      | Sheba, Baby                                    | Sheba Shayne              | |
| 1976      | Drum                                           | Regine                    | |
| 1977      | Greased Lightning                              | Mary Jones                | |
| 1981      | Fort Apache, Bronx                             | Charlotte                 | |
| 1983      | Something Wicked This Way Comes                | Dust Witch                | |
| 1983      | Tough Enough                                   | Myra                      | |
| 1985      | On the Edge                                    | Cora                      | |
| 1985      | Miami Vice                                     | Valerie Gordon            | |
| 1987      | The Allnighter                                 | Sgt. McLeesh              | |
| 1988      | Nico                                           | Delores 'Jacks' Jackson   | |
| 1989      | The Package                                    | Ruth Butler               | |
| 1990      | Klasa 1999                                     | Ms. Connors               | |
| 1991      | Bill & Ted's Bogus Journey                     | Ms. Wardroe               | |
| 1993      | Posse                                          | Phoebe                    | |
| 1996      | Marsjanie atakują!                             | Louise Williams           | |
| 1996      | Ucieczka z Los Angeles                         | Hershe Las Palmas         | |
| 1996      | Original Gangstas                              | Laurie Thompson           | |
| 1997      | Jackie Brown                                   | Jackie Brown              | Nominacja – Golden Globe Award for Best Actress - Motion Picture Musical or Comedy Nominacja – Satellite Award for Best Actress - Motion Picture Musical or Comedy Nominacja – SAG Award for Best Actress Nominacja – Las Vegas Film Critics Society Award for Best Actress Nominacja – San Diego Film Critics Society Award for Best Actress Nominacja – Southeastern Film Critics Association Award for Best Actress Nominacja – NAACP Image Award for Outstanding Actress in a Motion Picture Nominacja – Boston Society of Film Critics Award for Best Actress Nominacja – National Society of Film Critics Award for Best Actress Nominacja – Silver Bear for Best Actress |
| 1997      | Fakin’ da Funk                                 | Annabelle Lee             | |
| 1997      | Strip Search                                   | Janette                   | |
| 1999      | Święty dym                                     | Carol                     | |
| 1999      | In Too Deep                                    | Det. Angela Wilson        | |
| 1999      | Linc’s                                         |                           | Nominacja – NAACP Image Award for Outstanding Actress in a Comedy Series (1999) Nominacja – NAACP Image Award for Outstanding Actress in a Comedy Series (2000) |
| 1999      | Jawbreaker                                     | Detective Vera Cruz       | |
| 2000      | Snow Day                                       | Tina                      | |
| 2000      | 3 AM                                           |                           | Nominacja – NAACP Image Award for Outstanding Actress in a Television Movie, Mini-Series or Dramatic Special |
| 2000      | Wilder                                         | Detective Della Wilder    | |
| 2000      | Happily Ever After: Fairy Tales for Ever Child |                           | Nominacja – Daytime Emmy Award for Outstanding Performer in an Animated Program |
| 2001      | Duchy Marsa                                    | Commander Helena Braddock | |
| 2001      | Prawo i porządek: sekcja specjalna             |                           | Nominacja – NAACP Image Award for Outstanding Supporting Actress in a Drama Series (2003) Nominacja – NAACP Image Award for Outstanding Supporting Actress in a Drama Series (2004) |
| 2001      | Bones                                          | Pearl                     | Nominacja – Black Reel Award for Best Actress in a Motion Picture |
| 2002      | The Adventures of Pluto Nash                   | Flura Nash                | |
| 2004–2009 | Słowo na L                                     | Kate „Kit” Porter         | Nominacja – NAACP Image Award for Outstanding Supporting Actress in a Drama Series (2005) Nominacja – NAACP Image Award for Outstanding Supporting Actress in a Drama Series (2006) |
| 2005      | Back in the Day                                | Mrs. Cooper               | |
| 2008      | Ladies of the House                            | Birdie                    | |